# 그리 요한센
그리 요한센(Gry Johansen, 1964년 8월 28일 ~ )는 덴마크의 가수이다. 유로비전 송 콘테스트 1983에서 덴마크 대표로 참가했다.